# Pineda de Gigüela (kommunhuvudort)
Pineda de Gigüela är en kommunhuvudort i Spanien.   Den ligger i provinsen Provincia de Cuenca och regionen Kastilien-La Mancha, i den centrala delen av landet, 110 km öster om huvudstaden Madrid. Pineda de Gigüela ligger 977 meter över havet och antalet invånare är 136.
Terrängen runt Pineda de Gigüela är kuperad åt nordost, men åt sydväst är den platt. Runt Pineda de Gigüela är det mycket glesbefolkat, med 2 invånare per kvadratkilometer. Närmaste större samhälle är Huete, 14,1 km nordväst om Pineda de Gigüela. Trakten runt Pineda de Gigüela består till största delen av jordbruksmark.